# Буланов, Евгений
1. REDIRECT Буланов, Юрий